# Súsa
Súsa (arabsky سوسة‎, francouzsky Sousse) je přístavní město v Tunisku, asi 140 km jihozápadně od Tunisu na břehu Středozemního moře, v jižní části zálivu Hammámet. V roce 2004 zde žilo kolem 173 000 obyvatel, takže je třetím největším tuniským městem po Tunisu a Sfaxu. Je správním městem stejnojmenného guvernorátu o rozloze 2 669 km² a s 622 000 obyvateli. Stará část města, medína, byla v roce 1988 zařazena na seznam světového dědictví UNESCO. Je zde rozvinutý cestovní ruch s mnoha hotely a plážemi. Ve městě sídlí jeden z nejúspěšnějších afrických fotbalových klubů Étoile Sportive du Sahel, založený v roce 1925.

## Historie

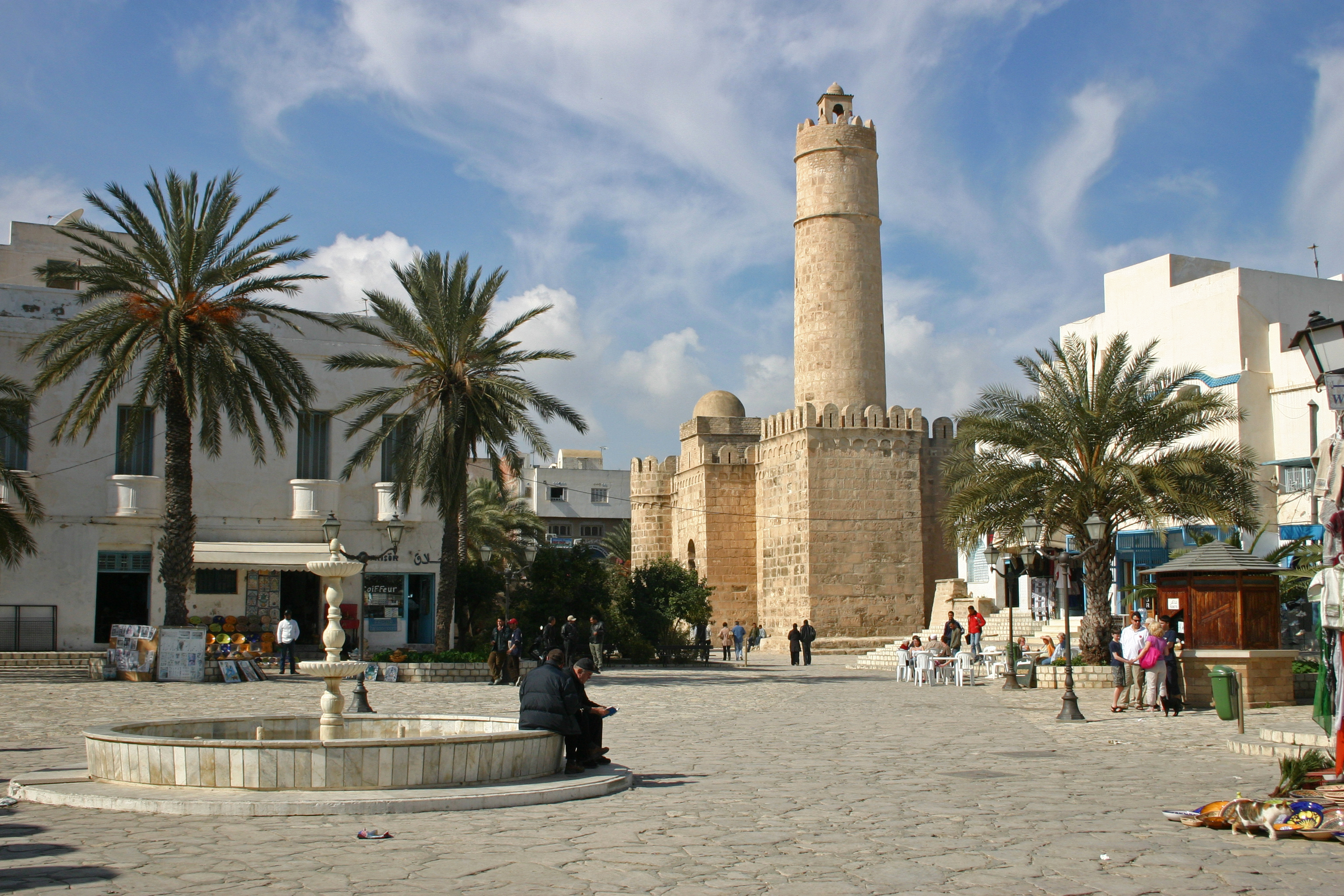
Ribát a centrum města

Na místě dnešního města založili v 11. století př. n. l. Féničané svou kolonii Hadrumetum. Během punských válek bylo spojencem Říma. V roce 434 město ovládli Vandalové a přejmenovali jej na Hunerikopolis (po králi Hunerichovi). Po jejich porážce se roku 534 opět vrátilo k původnímu názvu. V 7. století území dnešního Tuniska ovládli Arabové. Město přejmenovali na Súsa a stalo se významným přístavem. Během 9. století zde vznikly stavby, které jsou zde dodnes: v roce 821 Ribat, 844 pevnost (kasba) a 851 mešita. Ve 12. století bylo obsazeno Normany, později Španěly. Roku 1770 bylo ostřelováno francouzským loďstvem, 1784 a 1786 Benátčany.
Před první světovou válkou měla Súsa 25 000 obyvatel, z toho 10 000 Francouzů a 5 tisíc jiných Evropanů (zejména Italů).
V roce 1967 byl v Sousse uspořádán mezipásmový turnaj v šachu, který vešel do historie tím, že americký velmistr Bobby Fischer z turnaje odstoupil ve chvíli, kdy byl na prvním místě.
Dne 26. června 2015 byl spáchán teroristický útok na turisty, pobývající na jedné pláži poblíž hotelů v Súse. Přišlo při něm o život nejméně 39 osob, z toho 30 Britů a dva Němci. Útočník vyzbrojený samopalem byl zastřelen policií.

## Ekonomika
V okolí města jsou na ploše více než 2 500 km² olivové háje. Ve městě se od starověku vyrábí olivový olej a na konci 19. století zde na jeho výrobu byly první parní lisy v celém Tunisku. V Súse jsou zastoupena různá průmyslová odvětví (např. textilní a potravinářské), ovšem největší příjmy má z cestovního ruchu. Celkově asi 115 hotelů má kapacitu okolo 40 000 lůžek. Jemné písečné pláže a typické středozemní klima s horkými, suchými léty a teplými mírnými zimami přitahuje každoročně až 1 200 000 evropských turistů.
Deset kilometrů severně od Súsy bylo postaveno v roce 1979 „na zelené louce“ městečko Marsá al-Qantáwí určené turistům, které kromě hotelů nabízí i umělý přístav pro jachty nebo golfové hřiště.
Súsa leží na hlavní železniční trati z Tunisu do Sfaxu, zvané také Ligne de la Côte. Samostatné nádraží zde mají příměstské vlaky, tzv. Metro, které zajišťuje spojení s městy Skanes, Monastir a Mahdia na trati dlouhé 97 km. Je zde stanice tzv. "louage". V Monastiru, 20 km jižně od města, je mezinárodní letiště.

## Podnebí
Oblast Súsy je typická svými horkými léty. Na místní podnebí má vliv blízkost Sahary, ze které sem v letních měsících neustále proudí horký vzduch. Typický letní den je tedy azurově jasný s teplotami přesahujícími 35 °C. Průměrné teploty, tedy teploty získané zprůměrováním naměřených hodnot ve 24 hodinách jsou v letních měsících následující: květen (25 °C), červen (29 °C), červenec (31 °C), srpen (31 °C), září(30 °C), říjen (26 °C). Nejvyšší teplota 48 °C zde byla zaznamenána 28. srpna 2007, naopak nejnižší 0 °C 27. prosince 1993.

## Pamětihodnosti
- Ribat je pevnost vybudovaná v roce 821. Původní název byl Ḥiṣn Sūsa (Pevnost Súsa). Svou vojenskou funkci postupně ztrácela po vybudování 2,25 km dlouhých městských hradeb v roce 859. Protože sousední hlavní mešita nemá minaret, věřící jsou svoláváni z věže Ribatu.
- Hlavní mešita z roku 851. Modlitební sál byl rozšířen v letech 894–897.
- Mešita Bou-Fatata je nejstarší mešita ve městě z let 838–841 u jižní brány hradeb. Na vnější zdi je vytesán nejstarší kúfský nápis v severní Africe. Stavba dlouhá pouhých 8 metrů sloužila jen několik let, než byla postavena dnešní hlavní mešita.
- Madrasa az-Zaqqāq, škola Koránu u hlavní mešity v Sicilské ulici. Je pojmenována po marockém učenci ʿAlī ibn Qāsim az-Zaqqāq, který zemřel ve Fesu roku 1506. Studenti zde i bydleli a kromě Koránu se zde vyučovali i gramatice a rétorice. V jedné z místností je hrobka s nápisem z 11. století.
- Kasba z roku 844 se nachází na nejvyšším bodě starého města. Roku 853 byla postavena 30 m vysoká věž Khalaf al Fatâ. Od roku 1951 zde sídlí Archeologické muzeum. V roce 1977 zde italský režisér Franco Zeffirelli natáčel film Ježíš Nazaretský.
- as-Sufra – dům ve starém městě, který po staletí sloužil jako nádrž dešťové vody pro celé město. Dnes je zde muzeum a kavárna Café al-Qubba.
- Synagogu Keter Torah založil Yossef Guez, vrchní zemský rabín v Tunisku v letech 1928–1934. V roce 1946 zde žilo 3 530 židů, roku 2006 pouze 36 židů. Dnes je jedinou synagogou ve městě.
- Kostel sv. Felixe (Église Saint-Félix) z roku 1919
- V katakombách dlouhých přes 5 km se nachází okolo 15 000 hrobů.

## Osobnosti
- Clodius Albinus (147–197), římský císař
- Dov Alfon (* 1961), izraelský novinář a šéfredaktor deníku Ha'arec v letech 2008–2011
- Muhammad Ghannúší (* 1941), tuniský premiér v letech 1999–2011
- Hamadi Jebali (* 1949), tuniský premiér v letech 2011–2013
- Hamed Karoui (1927–2020), tuniský premiér v letech 1989–1999

## Partnerská města
- Boulogne-Billancourt, Francie
- Smyrna, Turecko
- Poděbrady